# Avortement thérapeutique
Pour les articles homonymes, voir IMG et ITG.
Ne doit pas être confondu avec Avortement ou Interruption volontaire de grossesse.
 (juin 2014).
L'avortement thérapeutique, également appelé interruption médicale de grossesse (IMG) ou interruption thérapeutique de grossesse, désigne une interruption de grossesse (avortement provoqué) en raison d'une affection médicale grave touchant la mère ou le fœtus.
Selon les pays, la législation concernant sa légalité, les conditions d'accès et les délais autorisés varie.

## Différences entre IMG et IVG
Contrairement à l'interruption volontaire de grossesse (IVG), réalisée en début de grossesse à la demande de la femme ou du couple, l'IMG n'est faite qu'après un diagnostic de nécessité médicale, le plus souvent après le 90e jour (douzième semaine de grossesse).
En France, l'interruption médicale de grossesse (IMG) découle très généralement d'un diagnostic prénatal. Elle peut s'effectuer à tout moment de la grossesse en vertu de l'article L. 162-12 du Code de la santé. Si l'interruption volontaire de grossesse (IVG) peut être pratiquée sans motif particulier avant la fin de la 14e semaine de grossesse (16 semaines d'aménorrhée), L'IMG n'est autorisée que pour des raisons médicales (y compris de santé mentale), , lorsque la grossesse met en « péril grave la santé » de la femme ou s'il « existe une forte probabilité que l'enfant à naître soit atteint d'une affection d'une particulière gravité reconnue comme incurable au moment du diagnostic ».
L'IMG ne doit pas être confondue avec l'IVG médicamenteuse en croyant lire Interruption Médicamenteuse de Grossesse. De plus dans IMG, médical indique ici les raisons, et non pas les moyens (une interruption médicale de grossesse peut être effectuée, si nécessaire, par des moyens chirurgicaux).

## Techniques
Elle varie en fonction du terme de la grossesse au moment de l'interruption. Avant 22 semaines d'aménorrhée, l'IMG est effectuée en provoquant l'accouchement par prise de mifépristone par voie orale 36 heures avant la date prévue, suivi de prises de prostaglandines (voie orale ou vaginale) pour déclencher les contractions.
Exceptionnellement, en cas d’échec de la technique médicamenteuse, une technique chirurgicale peut être envisagée similaire à celle de l'IVG jusqu'à la quatorzième semaine d'aménorrhée.
Dans la grande majorité des cas, pour les IMG se déroulant après 22 semaines d'aménorrhée, une injection est nécessaire pour interrompre l'activité cardiaque du fœtus avant l'accouchement. Ce geste nécessite au préalable l'injection fœtale (dans le cordon ombilical (cordocentèse) ou directement dans le fœtus) d'un médicament anesthésiant et/ou sédatif. L'arrêt de l'activité cardiaque est obtenu par l'injection d'un médicament arythmogène (lidocaïne ou chlorure de potassium).
Le déclenchement du travail est ensuite obtenu par l'administration de prostaglandines ou d'oxytocine, avec éventuellement rupture de la poche des eaux, sous la forme d'un accouchement dirigé, sous anesthésie péridurale si la patiente le souhaite.
En cas d’échec de la technique médicamenteuse, une technique chirurgicale d'IMG est envisagée par l’équipe médicale, elle consiste en une dilatation-évacuation (dilatation du col de l'utérus, et curetage et aspiration du contenu utérin).
Pour les grossesses de plus de 22 semaines ou pour les fœtus pesant plus de 500 g, une déclaration à l’état civil est obligatoire que l'enfant soit né vivant ou mort. S'il est né vivant, l’inhumation ou la crémation sont également obligatoires, et possibles pour les mort-nés. Pour les fœtus de moins de 22 semaines ou de moins de 500 g nés sans vie, l'inscription à l'état civil et l'inhumation sont possibles à la demande des parents.

## Facteurs socio-culturels
Il est difficile d'évaluer les facteurs déterminants qui conduisent à l'avortement thérapeutique, car la plupart des études sur ce sujet ne font pas de distinction entre IVG et IMG.

### Age maternel
Dans les pays développés, le taux absolu d'IMG est le plus élevé chez les femmes de 20 à 34 ans. Ce qui pourrait correspondre à la période où la fertilité féminine est la plus forte, avec un plus grand nombre de fœtus atteints. Cependant le taux relatif d'IMG (par rapport au nombre de grossesses dans une même tranche d'âge) est le plus élevé chez les femmes de moins de 20 ans et de plus de 34 ans. Ces périodes correspondent à une fertilité faible, mais avec un risque plus élevé de maladies fœtales et de malformations congénitales.
Dans le tiers monde, l'âge de première grossesse est nettement inférieur à celui des pays occidentaux et la majorité des femmes nécessitant un avortement est âgée de moins de 34 ans (89,5 %).

### Statut familial
Dans les pays occidentaux, chez les divorcées, l'IMG est trois fois plus fréquente que chez les célibataires, et cinq fois plus que chez les mariées ou vivant en couple. La relation de couple et le rôle du père apparaissent déterminants dans le choix d'un avortement thérapeutique. Il existe une corrélation avec le nombre d'enfants : les femmes qui ont deux enfants ou plus ont un taux d'avortement cinq fois plus fort que les femmes sans enfants ou un seul. 
Dans les pays en développement, la corrélation avec le nombre d'enfants est similaire. Toutefois, la majorité des femmes qui demandent ou nécessitent un avortement sont mariées ou célibataires, probablement parce que dans la plupart de ces pays, la famille monoparentale et le divorce, même légaux, ne sont pas culturellement acceptés.
Les femmes victimes de violence conjugale ont trois fois plus de risques de terminer leur grossesse par un avortement. Les cliniciens doivent en tenir compte lors de l'évaluation médicale d'un avortement.

### Urbanisation, niveau d'éducation et de revenus
La fréquence de l'IMG est plus élevé dans les zones urbaines, en raison des services de santé disponibles. En Inde, le coût d'avoir un enfant est plus élevé dans les grandes villes, car contrairement aux zones rurales, l'enfant ne peut être employé dans le travail agricole. Plusieurs études de la région méditerranéenne indiquent que les femmes de niveau secondaire ou universitaire ont un taux d'IMG 10 à 15 fois le taux des femmes non scolarisées. Alors qu'en Europe du nord et en Australie, les IMG s'observent plutôt chez les femmes de bas niveau socio-économique et culturel.
En Éthiopie, la majorité des IMG s'effectuent chez les femmes illettrées ou de niveau primaire, alors qu'en Inde les femmes acceptant l'IMG ont un niveau supérieur d'éducation.
Dans les pays occidentaux, les femmes employées ont une fréquence absolue d'IMG près de deux fois plus élevée que les femmes au foyer et les étudiantes. Cependant, par rapport à leur indice de fécondité, ce sont les étudiantes qui ont la fréquence relative la plus élevée, du fait que les étudiantes n'ont pas leur propre revenu, ce qui influe sur leur décision. Chez les femmes employées, celles qui ont le revenu mensuel le plus faible sont celles qui ont le plus recours à l'avortement.

### Croyances religieuses
Une croyance religieuse forte (comme les catholiques pratiquants en Espagne) peut réduire l'accès aux services d'IMG. En Iran, les femmes les moins religieuses ont plus souvent recours à l'avortement. En Pologne, la peur d'être mal jugées par leur communauté religieuse contraint les femmes à recourir à des services éloignés de leur domicile. Cependant, la religion pourrait apporter de meilleures conséquences psychologiques lors de la découverte de malformation fœtale létale, comparativement à celles qui se décident pour une IMG.

## Législations

### France
En France, en pratique, l'interruption médicale de grossesse « peut, à toute époque, être pratiquée si deux médecins membres d'une équipe pluridisciplinaire attestent, après que cette équipe a rendu son avis consultatif, soit que la grossesse mette en péril grave la santé de la femme, soit qu'il existe une forte probabilité que l'enfant à naître soit atteint d'une affection d'une particulière gravité reconnue comme incurable au moment du diagnostic ». Elle est possible en France à tout âge, et jusqu'au terme de la grossesse (article L. 2213-1 du code de la santé publique).
Le fœtus, aux yeux de la loi française, n'est pas une personne juridique bien qu'il bénéficie d'une certaine protection.
Les modalités pratiques de « l'interruption médicale de grossesse » ont été précisées à partir de 1975 avec la loi no 75-17 du 17 janvier 1975 instaurée par Simone Veil, et entre autres, par l'article 13 de la loi 94-654 du 29 juillet 1994, qui précise que « En outre, si l'interruption de grossesse est envisagée pour motif médical, elle doit être acceptée par deux médecins, l'un de ces deux médecins devant exercer dans un Centre de Diagnostic Prénatal Pluridisciplinaire. »
Dans le cadre de la révision de la loi sur la bioéthique de 2020, un amendement a fait spécifiquement mentionné la « détresse psychosociale » comme critère autorisant l'avortement IMG jusqu'au terme de la grossesse, critère déjà présent selon le député Jean-François Eliaou, mais insuffisamment défini selon les promoteurs de l'amendement.

### Canada
À l’époque de la fondation de la Société des obstétriciens et gynécologues du Canada (SOGC) et dans le premier Code criminel du Canada, entré en vigueur en 1892, l'avortement était un crime tant pour le médecin qui le pratiquait que pour la femme enceinte elle-même.
En 1967, le Conseil général de l'Association médicale canadienne a réclamé la légalisation de l'avortement sous certaines circonstances. La Loi modifiant le droit pénal, adoptée en 1969, a permis la pratique de l'avortement dans les hôpitaux à condition que la grossesse représente un danger pour la santé de la femme, conformément à la définition établie par un comité de trois médecins sur l'avortement thérapeutique.

### États-Unis
La procédure chirurgicale de l'avortement thérapeutique par dilatation-évacuation a été interdite aux États-Unis par une loi de 2003 dite Partial-Birth Abortion Ban (en français : « avortement par naissance partielle », désignant l'avortement thérapeutique chirurgical selon les opposants à l'avortement aux États-Unis,).

### Maroc
Au Maroc, l’interruption volontaire de grossesse (IVG) est autorisée si elle est justifiée par la nécessité de sauvegarder la vie de la mère par un médecin. Cependant, l'avis de deux médecins consultants est obligatoire, et l'un d'entre eux doit figurer sur la liste des experts auprès des tribunaux ; après examen et discussion, les médecins attesteront par écrit que la vie de la mère ne peut être sauvegardée qu’au moyen d’une telle intervention thérapeutique.
Le médecin qui l'exerce n'engage pas sa responsabilité pénale s'il respecte les conditions prévues par l'article 453 du Code pénal.

## Indications
Le cadre légal français concernant l'interruption médicale de grossesse a été encore modifié en 1999 par la création des centres pluridisciplinaires de diagnostic prénatal (49 répartis sur le territoire national), et par la loi du 4 juillet 2001 qui définit deux indications :
- pour une interruption médicale de grossesse pour raison fœtale : elle ne peut se faire qu'à la demande de la femme enceinte, après avis d'un Centre Pluridisciplinaire de Diagnostic Prénatal (CPDP, agréé par l'Agence de la Biomédecine) et si deux médecins de ce Centre attestent qu'il existe une forte probabilité que l'enfant à naître soit atteint d'une affection de particulière gravité reconnue comme incurable au moment du diagnostic. Hors urgence médicale, la femme se voit proposer un délai de réflexion d'au moins une semaine avant de décider d'interrompre ou de poursuivre sa grossesse ;

- pour une interruption médicale de grossesse pour raison maternelle : elle ne peut s'envisager que si la poursuite de la grossesse met en péril grave la santé de la femme. Dans ce cas, l'équipe pluridisciplinaire chargée d'examiner la demande de la femme comprend au moins quatre personnes dont un médecin qualifié en gynécologie-obstétrique et membre d'un Centre Pluridisciplinaire de Diagnostic Prénatal[19]

Dans tous les cas, la possibilité d'une IMG relève d'une option dans les choix qui existent pour la femme enceinte. Ainsi, le CPDP ne « propose » pas l'IMG mais informe la patiente que la situation clinique ou la pathologie diagnostiquée est suffisamment grave pour qu'une interruption de grossesse soit possible si la patiente en fait la demande.

## Bioéthique
Le centre pluridisciplinaire de diagnostic prénatal doit apprécier en conscience si l'indication est conforme à la législation : forte probabilité que l'enfant à naître ait une affection de particulière gravité incurable au moment du diagnostic (indication fœtale) ou poursuite de la grossesse mettant en péril grave la santé de la mère (indication maternelle).
Pour limiter les possibilités de dérives, les conditions pour accorder une IMG doivent être très strictes ; cela varie selon le pays.[évasif]
En décembre 2019, l'ONU publie un rapport consacré aux droits des personnes handicapées, citant les « dispositions législatives qui allongent les délais légaux d’avortement ou qui, à titre exceptionnel, autorisent l’avortement en cas de malformation du fœtus », comme révélateurs de droits humains réduits pour les personnes handicapées par comparaison aux personnes non-handicapées. Pour le professeur d'éthique français Gregory Katz-Bénichou, « Théoriquement, le choix [d'une IMG] reste individuel, mais dans les faits, il tend à devenir collectif et systématique », du fait que la loi française prévoit des incitations et des exceptions légales permettant d'éviter de donner naissance à des enfants malformés ou présumés handicapés. Un questionnement éthique repose sur les critères qui définissent le « normal » et le « pathologique, » :

« Le droit français entend limiter l'eugénisme en n'appliquant le tri des naissances qu'aux seuls embryons atteints de « maladies graves ». Or qu'est-ce qu'une « maladie grave » ? Comment hiérarchiser le caractère invalidant d'une pathologie ? En réservant les pratiques eugéniques aux seules « maladies d'une particulière gravité », la loi française pense introduire une restriction ferme aux dérives normatives. Mais n'introduit-elle pas au contraire un concept élastique que le temps et les mœurs sauront un jour distendre ? »

— Gregory Katz-Bénichou, L'inepte et l'inapte
Une dérive dans les critères d'application de l'IMG est ainsi observée, des fœtus ayant fait l'objet d'un avortement pour des motifs qui ne constituent pas une maladie grave et incurable, tels qu'un bec de lièvre ou des membres plus courts que la normale, potentiellement annonciateurs d'une forme de nanisme. Il existe aussi une dérive à travers la recherche d'une possibilité de recourir à l'IMG en cas de maladies curables, telles que la phénylcétonurie. Ces observations s'inscrivent dans un contexte de rejet social des individus considérés comme « anormaux ».

### Trisomie 21
La trisomie 21 fait partie des raisons médicales acceptées par la loi pour recourir à une interruption médicale de grossesse (IMG), qui peut intervenir après le délai de l'IVG ; l'IMG peut-être pratiquée durant toute la grossesse jusqu'au jour de l'accouchement. Certaines femmes ou familles la choisiront, d'autres non.
Un dépistage prénatal systématique de la trisomie 21 chez les femmes d'un certain âge, est proposé dans un grand nombre de pays occidentaux (France, Royaume-Uni, etc.) dans un contexte social d'acceptabilité croissante de l'IMG, tant pour les professionnels de santé que pour la population générale.
La trisomie 21 concerne en moyenne 27 grossesses sur 10 000, le risque augmentant avec l'âge de la femme.
En France, la femme enceinte a la possibilité de choisir un dépistage de la trisomie 21 concernant le fœtus, — qui est proposé systématiquement depuis 1997 — ; ce dépistage peut avoir lieu à un certain stade de la grossesse avec une prise de sang et une échographie, il y a alors un calcul du risque en lien avec l'âge maternel ; si le risque calculé est supérieur à un certain seuil, il est possible d'avoir une amniocentèse (ou une choriocentèse) afin d'en savoir plus sur le caryotype du fœtus,.
Courant 2017, se préparait la mise en place dans le pays d'un nouveau test ADN pour dépister la trisomie 21 — avec pour avantages notables moins de besoin de recours à des amniocentèses, dont certaines ont le risque de provoquer une fausse couche, et un dépistage plus efficace,. Les tests permettent de détecter la majorité des fœtus ayant une trisomie 21, mais ils ne les détectent pas tous. En 2014, sur 18 500 femmes qui avaient fait faire un caryotype fœtal, la trisomie avait été repérée dans environ 750 cas. 75 % (voire un peu plus) des femmes enceintes choisissent de faire le test de dépistage, soit environ 600 000 sur 800 000 chaque année ; à la suite de cela, ce sont environ 2 000 fœtus avec trisomie 21 qui sont identifiés par an. Selon différentes sources, il y a environ 1 500 fœtus avec trisomie 21 sur 2 000.
Plusieurs études conduites aux États-Unis ou au Royaume-Uni ont montré que 90 à 93 % des grossesses ayant donné lieu au diagnostic de trisomie 21 ont été interrompues,. En France, le taux d’interruption de grossesse à la suite d'un diagnostic prénatal de trisomie 21 est de 96 % en 2009, ce qui en fait le taux le plus élevé d'Europe.
Des débats qui soulèvent des questions éthiques peuvent avoir lieu autour du dépistage prénatal, qui peut mener à une décision parentale de garder ou non le fœtus la présentant. Certaines personnes s'opposent à la pratique de l'interruption médicale de grossesse lorsque le fœtus est porteur de trisomie 21. Ces chiffres donnent parfois lieu à des accusations d'eugénisme. Le 18 octobre 1996, Jean-François Mattei signale dans son rapport d'étape, Le dépistage de la trisomie 21 à l'aide des marqueurs sériques maternels, que les femmes enceintes dépistées pour la T21 peuvent entrer dans un parcours médical dont elle ignorent ou comprennent mal les tenants et aboutissants : sans leur accord clair et explicite pour une interruption de grossesse, la procédure prend une « essence eugénique, même sous le couvert pour le médecin du désir de bien faire ». Le médecin Jacques Milliez postule une continuité entre les écrits du médecin eugéniste Charles Richet demandant « l'élimination des anormaux », et les arguments justifiant l'interruption médicale de grossesse pour handicap ou maladie, malgré une différence d'intentionnalité. Certaines associations de défense des personnes handicapées (Collectif les Amis d'Éléonore, Fondation Jérôme-Lejeune, etc.) font valoir que ces avortements envoient un message dévalorisant aux personnes concernées : « il est préférable de ne pas exister que d'avoir un handicap. » Selon le magistrat et essayiste Jean-Marie Le Méné, président de la Fondation Jérôme-Lejeune, qui poursuit les travaux du généticien découvreur de la trisomie 21 dont elle porte le nom et soutient notamment la recherche médicale, c'est de l'eugénisme.
Pour le Comité consultatif national d'éthique (CCNE) français pour les sciences de la vie et de la santé, « le critère qui permet de distinguer le dépistage de la trisomie 21 d’une politique eugénique est qu’aucune des étapes n’est obligatoire ».Lorsque la future mère est correctement informée du caractère non-obligatoire du dépistage et de l'interruption de grossesse, ce dépistage de la T21 est considéré comme n'ayant pas d'objectif eugéniste. Les futurs parents qui ont recours à l'IMG ne le font pas dans un objectif eugénique, mais en fonction de leur capacité et de leur volonté d'accueillir un enfant handicapé ou malade. La question eugénique se pose à travers les critères qui poussent ces futurs parents à recourir à l'IMG, ce choix d'IMG étant motivé sur la base de l'intérêt des parents (ainsi que de leurs conditions économiques et sociales), et non de celui de l'enfant à naître. Pour la juriste Catherine Bachelard-Jobard, la question de la nature eugénique, ou non, de l'IMG, « semble insoluble ». Elle estime que les questions impliquées relèvent davantage d'un éclaircissement des notions de normalité, de gravité (de la maladie ou du handicap), de qualité de vie, d'exclusion et de discrimination, de la place des personnes handicapées, de la possibilité de donner naissance à un enfant handicapé, enfin de la protection de l'embryon.

## Alternative
Face au diagnostic prénatal d'une maladie létale pour leur enfant, des parents peuvent également faire le choix de poursuivre la grossesse. Dans ce cas, ils peuvent bénéficier de soins palliatifs pour l'enfant et d'accompagnement en maternité[réf. nécessaire].